# 사와다니촌
사와다니촌(沢谷村)은 도쿠시마현 나카군에 있던 촌이다. 현재의 나카정에 해당한다.

## 역사
- 1889년 4월 1일 - 정촌제 시행에 의해 6촌의 구역으로 사카쇼키도촌이 성립하였다.
- 1943년 11월 1일 - 사와다니촌으로 개칭되었다.
- 1955년 4월 10일 - 사카슈촌과 합병해 기사와촌이 성립, 동일 사와다니촌은 폐지되었다.

## 참고문헌
- 角川日本地名大辞典 36 徳島県